# Tutelle
Pour la divinité, voir Tutelle (divinité).
En droit des personnes physiques, la tutelle est une mesure de protection à l'égard d'un mineur ou d'un majeur qui ne peut pleinement exercer ses droits civils.

## Droit français
En droit civil français, la tutelle est une mesure de protection et de représentation juridique prononcée par le juge des contentieux de la protection permettant la protection par un tuteur d'une personne majeure dont les capacités physiques ou mentales sont altérées, ou de mineurs qui ne sont pas protégés par l'autorité parentale (décès des parents ou retrait de l'autorité parentale).
La personne sous tutelle a normalement un degré d'incapacité supérieur à celui d'une personne sous curatelle ou d'une personne sous sauvegarde de justice.

## Droit québécois
En droit québécois, la tutelle fait l'objet de nombreuses dispositions dans le Code civil du Québec, notamment quant à la tutelle à l'absent (art. 86-91 C.c.Q.), la tutelle au mineur (177-255 C.c.Q.), la tutelle légale (192-199 C.c.Q.), la tutelle supplétive (art. 199.1 à 199.10 C.c.Q.), la tutelle dative (200-207 C.c.Q.), l'administration tutélaire (208-221 C.c.Q.), le conseil de tutelle (art. 222-239 C.c.Q.), les mesures de surveillance de la tutelle (art. 240-249 C.c.Q.), le remplacement et la fin de la tutelle (art. 250-255 C.c.Q.) et la tutelle au majeur (285-290 C.c.Q.).